# Eremocosta acuitlapanensis
Espèce
Synonymes
- Eremopus acuitlapanensis Vázquez & Gaviño-Rojas, 2000

Eremocosta acuitlapanensis est une espèce de solifuges de la famille des Eremobatidae.

## Distribution
Cette espèce est endémique du Guerrero au Mexique,. Elle se rencontre vers Taxco.

## Étymologie
Son nom d'espèce, composé de acuitlapan et du suffixe latin -ensis, « qui vit dans, qui habite », lui a été donné en référence au lieu de sa découverte, Acuitlapán.

## Publication originale
- Vázquez & Gaviño-Rojas, 2000 : Eremopus acuitlapanensis, a new species (Solifugae, Eremobatidae, Eremobatinae) from Guerrero, Mexico. Journal of Arachnology, vol. 28, no 2, p. 227-230 (texte intégral).